# Películas caseras (serie animada)
Películas caseras (Home Movies, en inglés) es una serie animada creada en los Estados Unidos en 1999, la cual concluyó en 2004 luego de cuatro temporadas en el aire. Podría decirse que es una versión autobiográfica del creador Brendon Small, quien cuenta su niñez por boca propia. 
Películas caseras se estrenó en UPN el 26 de abril de 1999. UPN canceló la serie después de solo cinco episodios debido a bajos índices de audiencias. Sin embargo, Cartoon Network compró los derechos de la serie, viendo potencial en ella; el programa se estrenó como la primera serie original en su bloque nocturno para adultos: Adult Swim en su noche del lanzamiento, el 2 de septiembre de 2001. La serie terminó el 4 de abril de 2004, con un total de 52 episodios durante el curso de cuatro temporadas.
En Latinoamérica, la serie se emitió en Cartoon Network a través de Adult Swim, entre los años 2005 y 2008.

## Argumento
Películas caseras relata las aventuras y desventuras de Brendon Small, un niño de ocho años que hace películas caseras con su propia cámara, siempre contando con la presencia de sus mejores amigos, Melissa y Jason, quienes actúan y ayudan al siempre escritor y director Brendon.
Brendon vive junto con su madre divorciada, Paula, y con su hermana adoptiva Josie. También es amigo del entrenador de fútbol John McGuirk, quien es alcohólico y temperamental entre otras cosas. Se irá conociendo a otros personajes como los «raritos» Walter y Perry, Fenton, además del padre de Brendon, Andrew Small y su nueva pareja Linda, entre otros.

## Personajes

### Personajes principales
- Brendon Small
- Jason Penopolis
- Melissa Robbins
- Entrenador John McGuirk
- Paula Small
- Josie Small

### Personajes secundarios
- Erik Robbins
- Sr. Ronald
- Duane
- Walter y Perry
- Andrew Small
- Linda Small
- Fenton Mewley
- Cynthia
- Arnold Lindenson
- Shannon
- Stephanie
- Clarice